# Брам, Тим
Тим Брам (нидерл. Tim Braem; род. 13 февраля 2006) — нидерландский футболист, полузащитник клуба «ВВВ-Венло».

## Клубная карьера
Тим начинал карьеру в детской команде «Венлосхе Бойз», из которой в 2014 году перебрался в академию «ВВВ-Венло». Летом 2024 года он был официально переведён во взрослую команду клуба. Его дебют во взрослом футболе состоялся 10 августа того же года в матче Эрстедивизи против клуба «Ден Хааг». 27 января 2025 года полузащитник забил первый гол в карьере, поразив ворота «Йонг ПСВ». Всего в своём дебютном сезоне Тим принял участие в 31 встрече в рамках второй лиги Нидерландов и отметился в них 2 забитыми мячами.

## Международная карьера
Тим представляет Нидерланды на юношеском уровне. В 2024 году он дебютировал за юношескую сборную Нидерландов (до 19 лет). Через год полузащитник в её составе принимал участие на юношеском чемпионате Европы в этой возрастной категории. На этом турнире Тим отыграл 1 матч группового этапа против сборной Англии, а его национальная команда в итоге стала чемпионом Европы.

## Достижения
Сборная Нидерландов (до 19 лет)
- Чемпион Европы (до 19 лет) (1): 2025

## Личная жизнь
Отец Тима, Герт (род. 1970) — бывший футболист, который провёл 4 сезона в «ВВВ-Венло» и помог этому клубу выиграть Эрстедивизи в 1993 году.